# Vũ Hoa Đài
Vũ Hoa Đài (tiếng Trung: 雨花台区, Hán Việt: Vũ Hoa Đài khu) là một quận của thành phố Nam Kinh (南京市), tỉnh Giang Tô, Cộng hòa Nhân dân Trung Hoa. Quận này có diện tích 131,9 km2, dân số năm 2002 là 180.000 người. Quận Vũ Hoa Đài có 7 nhai đạo. 